# Landen Lucas
Landen Allen Lucas (Portland, Oregón, 3 de octubre de 1993) es un baloncestista estadounidense que actualmente se encuentra sin equipo. Con 2,08 metros de estatura, juega en la posición de ala-pívot.

## Trayectoria deportiva

### Universidad
Jugó cuatro temporadas con los Kansas de la Universidad de Kansas, en las que promedió 5,1 puntos y 5,6 rebotes por partido.

### Profesional
Tras no ser elegido en el Draft de la NBA de 2017, jugó las Ligas de Verano de la NBA con los Boston Celtics, donde en siete partidos promedió 3,7 puntos y 3,4 rebotes. En el mes de julio firmó su primer contrato profesional con el Alvark Tokyo de la B.League, regresando a un país, Japón, donde vivió en su infancia y cuyo idioma domina. Jugó una temporada en la que promedió 6,6 puntos y 4,7 rebotes por partido.
El 3 de septiembre de 2018 firmó contrato con el BC Kalev/Cramo de la liga estonia.